# الصميدعي (المسيمير)

تعديل مصدري - تعديل

الصميدعي هي إحدى قرى عزلة المسيمير بمديرية المسيمير التابعة لمحافظة لحج، بلغ تعداد سكانها 24 نسمة حسب تعداد اليمن لعام 2004.